# La Casablancaise
La Casablancaise (en arabe : الدار البيضاء), anciennement stade Lyautey, est un stade situé au cœur de la ville de Casablanca.
Construit en 1936 par les autorités françaises, ce complexe a connu le passage de nombreux champions nationaux, notamment en athlétisme.